# Gracjan Roztocki
Gracjan Roztocki (ur. 14 lutego 1964 we Wrocławiu) – polska osobowość medialna. Znany z publikowania filmów na swoim kanale YouTube oraz umieszczania zdjęć na swojej stronie internetowej. Z zawodu cukiernik, maluje także obrazy.

## Kariera
W 2008 roku rozpoczął publikowanie filmów w serwisie YouTube. Zasłynął tam głównie ze śpiewania piosenek oraz serii Gotuj z Gracjanem. Wykonywał także transmisje na żywo w serwisie PinoTV. Z czasem zaczął tworzyć streamy także na YouTube. Posiadał stronę internetową, na której publikował swoje zdjęcia. Maluje obrazy, które można nabyć na aukcjach internetowych.
Często padał ofiarą hejtu ze strony internautów ze względu na prezentowany w filmach i na zdjęciach styl bycia (np. ubiór czy tematykę piosenek).

## Poza internetem
Na fali popularności, która przypadła na przełom dekad (ok. 2008-2012), zapraszany był do programów takich jak Kawa czy herbata?, Pytanie na śniadanie, Dzień dobry TVN czy Rozmowy w toku. Przez pewien czas prowadził własny cykl w programie Szymon Majewski Show. W 2012 roku w jednym z ostatnich wydań programu Celownik wyemitowano poświęcony mu kilkunastominutowy reportaż zatytułowany Jestem, po prostu, Gracjan. W 2013 roku razem z grupą Zayebiści brali udział w castingu do programu Mam talent!. W 2019 roku wystąpił w dokumencie Canal+ pt. Czarna domena.
W 2008 roku został jednym z bohaterów jubileuszowej kampanii reklamowej sieci sklepów Media Markt.

## Gracjan Pan. Musical
W 2020 roku w Teatrze Capitol we Wrocławiu wystawiany był musical zatytułowany Gracjan Pan. Musical. Poświęcony był postaci Gracjana Roztockiego. W musicalu wystąpiły utwory Roztockiego zaaranżowane przez Tomasza Leszczyńskiego. Scenariusz napisała Natalia Fiedorczuk. Spektakl powrócił do repertuaru Teatru w 2024 roku.

## Nagrody
- 2009: Świry 2009 (w kategorii Internet)
- 2010: PinOskary PinoTV (osobowość PinoTV)[6]